# Struan Cottage

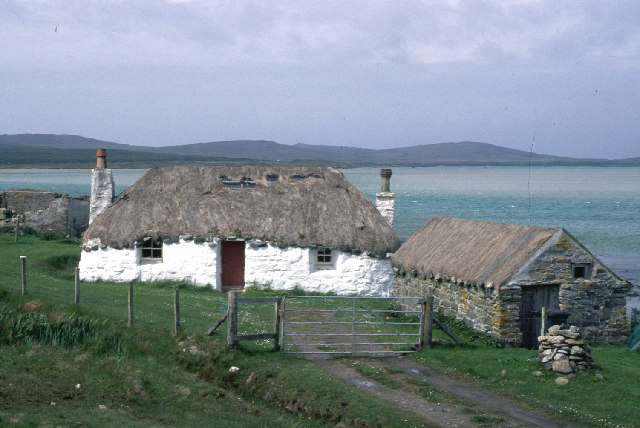
Struan Cottage

Struan Cottage ist ein Cottage im Weiler Malaclate auf der schottischen Hebrideninsel North Uist. 1980 wurde das Gebäude in die schottischen Denkmallisten in der höchsten Kategorie A aufgenommen.

## Beschreibung
Das Cottage wurde wahrscheinlich im 19. Jahrhundert erbaut. Das exakte Baudatum ist nicht verzeichnet. Struan Cottage liegt direkt an der A865 an der Nordküste North Uists. Architektonisch entspricht das einstöckige Cottage dem traditionellen Bautyp auf den Hebriden. Die Eingangstür befindet sich mittig an der nach Osten weisenden Vorderseite. Sie wird beidseitig von Fenstern flankiert. Ein weiteres Fenster ist mittig an der Rückseite zu finden. Das mächtige Mauerwerk ist nicht verputzt, jedoch gekalkt. Es besteht aus Bruchstein, wobei die Gebäudekanten abgerundet sind. An beiden Enden ragen Schornsteine auf. Das Gebäude schließt mit einem Reetdach ab, das mit Steinen gesichert ist. Ein östlich gelegenes Außengebäude wird heute als Garage genutzt.